# Claire Brisset
Pour les articles homonymes, voir Brisset.
Claire Brisset, née le 24 août 1945, est une journaliste française. Après avoir travaillé pour la presse écrite pendant seize ans (au Figaro, au Monde, puis au Monde diplomatique), elle a rejoint pendant douze années l'Unicef (en tant que directrice de l'information).

## Biographie
Le 4 mai 2000, elle est nommée pour six ans défenseur des enfants par le Conseil des ministres (gouvernement Jospin). À cette époque, elle dénonce d'une part la situation des droits de l'enfant mais rappelle qu'en France il n'y avait pas de violation grossière des droits des enfants.
Son mandat s'achève le 3 mai 2006. Dominique Versini lui succède.
Elle est membre du Haut Conseil de la population et de la famille en 2006.
Le 1er septembre 2008, elle est nommée médiatrice de la Ville de Paris,. Elle remplace à ce poste une élue, Frédérique Calandra, devenue maire du 20e arrondissement le 29 mars 2008. 
En 2011, elle quitte l'inspection générale de l'Éducation nationale.
À l'issue de son mandat, elle est remplacée, en juillet 2014 par Éric Ferrand, nommé par la nouvelle maire de Paris, Anne Hidalgo.

## Œuvres
- Claire Brisset, Rendre justice aux enfants, Éditions Anne Carrière
- Claire Brisset, 15 millions d'enfants à défendre, Éditions Albin Michel, 2005
- Claire Brisset, Bernard Golse, L'École à 2 ans, une fausse bonne idée, Éditions Odile Jacob, 08/2006,
- Claire Brisset, Les Enfants et la Loi de la jungle, Éditions Odile Jacob, 2009
- Claire Brisset, Zäu, Vive la convention des droits de l'enfant !, Éditions Rue du Monde, 2009
- Catherine Dolto, Claire Brisset, Gérard Poussin, Pour ou contre la garde alternée ?, Éditions Mordicus, 2010